# Dromia bollorei
Dromia bollorei is een krabbensoort uit de familie van de Dromiidae. De wetenschappelijke naam van de soort is voor het eerst geldig gepubliceerd in 1974 door Forest.